# Coutada
Coutada is een plaats (freguesia) in de Portugese gemeente Covilhã en telt 476 inwoners (2001).